# Marta Ribas Frías
Marta Ribas Frías (Terrassa, 1975) és una política catalana, diputada al Parlament de Catalunya per ICV-EUiA des de 2012. El 12 de març de 2016 va ser proclamada coordinadora nacional del partit, responsabilitat compartida amb David Cid.

## Trajectòria
Llicenciada en Ciències de la Comunicació, ha treballat 12 anys de periodista com a redactora a COM Ràdio. Abans havia treballat a diversos mitjans locals. Sempre ha estat molt lligada a l'associacionisme de Rubí, molt especialment al món dels esplais i plataformes de coordinació de grups i entitats.
És presidenta d'Iniciativa per Catalunya Verds a Rubí i portaveu del Grup Municipal d'ICV-EUiA a Rubí. Orgànicament, és membre del nucli executiu d'Iniciativa per Catalunya Verds al Vallès Oriental (com a responsable de comunicació), assessora del grup d'ICV-EUiA al Consell Comarcal i membre del Consell Nacional d'Iniciativa per Catalunya Verds.
Ribas es presentà de número nou de la coalició d'esquerres Catalunya Sí que es Pot a la llista de la circumscripció de Barcelona en les eleccions catalanes de 2015 i revalidà el seu escó.
El 12 de març de 2016 el Consell nacional d'ICV proclamà a Marta Ribas i David Cid nous coordinadors nacionals de la formació i l'eurodiputat Ernest Urtasun com a portaveu del partit. La seva candidatura, l'única que es presentava a les primàries, va obtenir el 91,6% dels vots a favor de la militància.
A les eleccions al Parlament de Catalunya de 2017 fou escollida diputada per la coalició Catalunya en Comú Podem. El 2020 va decidir acabar la seva trajectòria parlamentària i no presentar-se a les eleccions al Parlament de 2021.